# Charles Hugo
Charles-Victor Hugo (4. listopadu 1826 – 13. března 1871) byl francouzský novinář, fotograf, druhý syn francouzského romanopisce Victora Huga a jeho manželky Adèly Foucherové.

## Životopis
Když se Charles v roce 1851 pustil do boje proti trestu smrti a zjistil, že byl soudy propuštěn, byl poté uvězněn na 6 měsíců za článek v L'Evénement. Jeho otec Victor Hugo přednesl 10. června 1851 památný projev na jeho obranu.
Když se v roce 1851 dostal k moci Louis-Napoleon, Charles-Victor se připojil ke svému otci v dobrovolném exilu na ostrově Jersey. Spolu s Augustem Vacqueriem fotografoval rodinu a přátele v úmyslu vydat svazek nazvaný Jersey et les îles de la Manche, poezie a kresby Victor-Marie, próza Vacquerie, Charles-Victor a jeho bratr François.
K fotografii jej inspiroval a přivedl Edmond Bacot. V roce 1868 založil spolu se svým bratrem François-Victorem noviny Le Rappel.
Zemřel na mrtvici, když byl na cestě za otcem na večeři.
Ohromné neštěstí. Charles zemřel dnes večer, třináctého. Náhlý záchvat apoplexie.
Victor Hugo, Choses vues, 13. března 1871

## Galerie

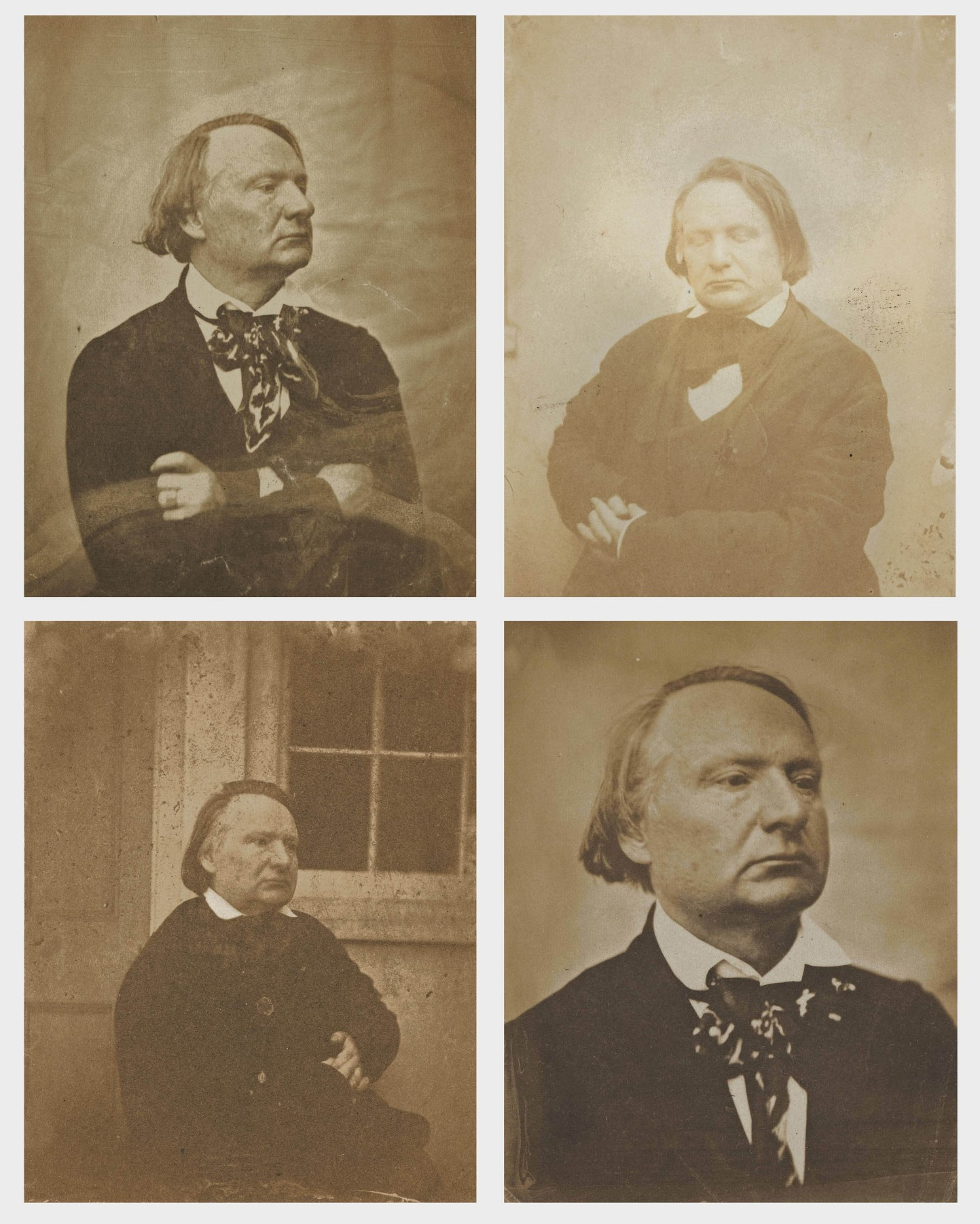
Victor Hugo kolem roku 1854
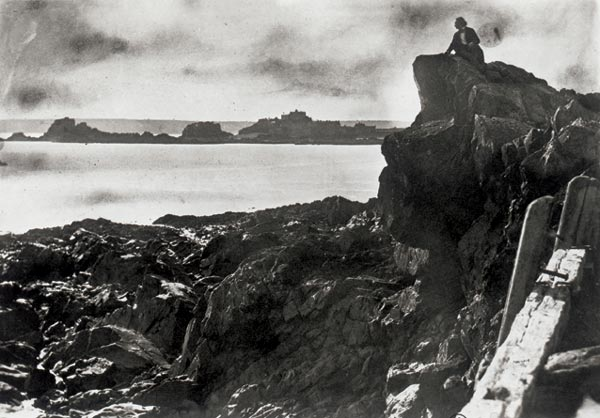
Victor Hugo v Jersey kolem roku 1852
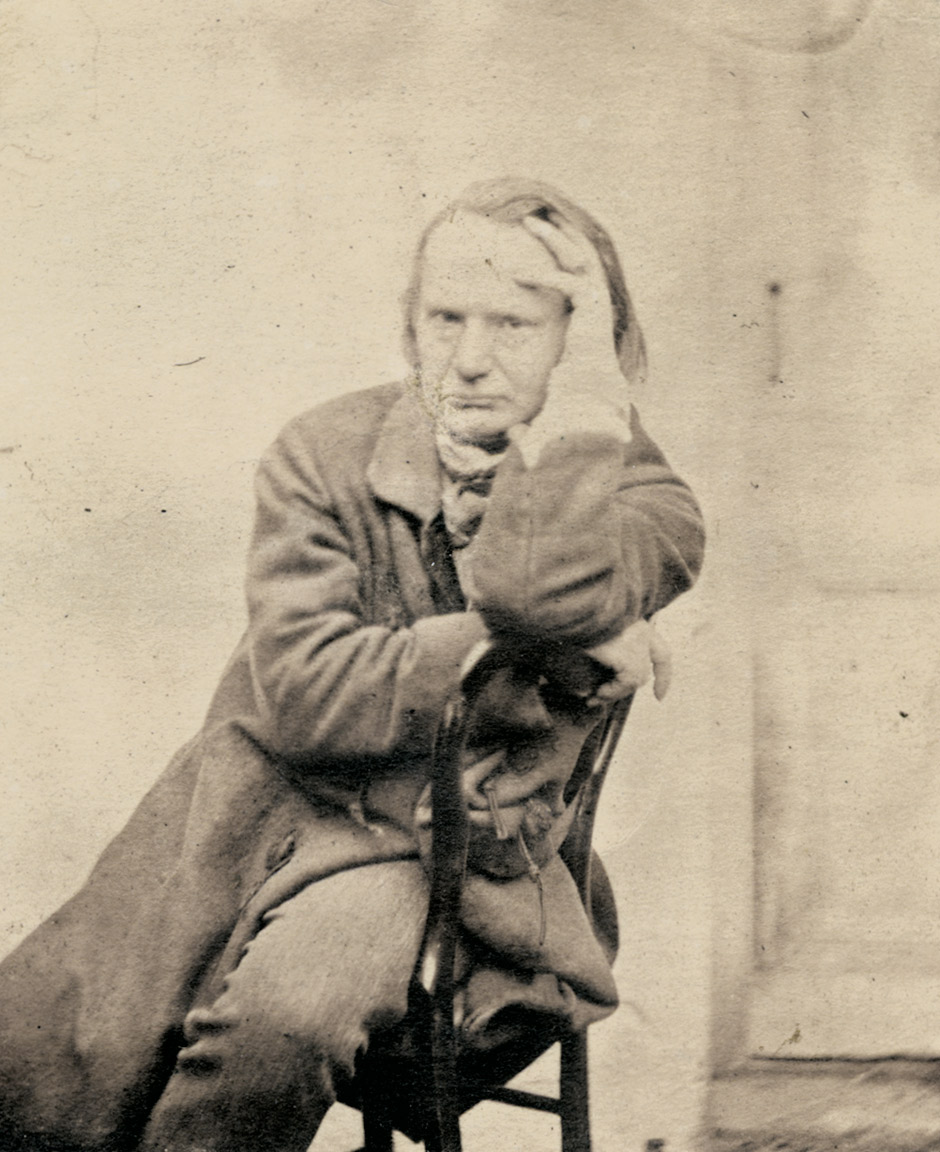
Victor Hugo kolem roku 1853
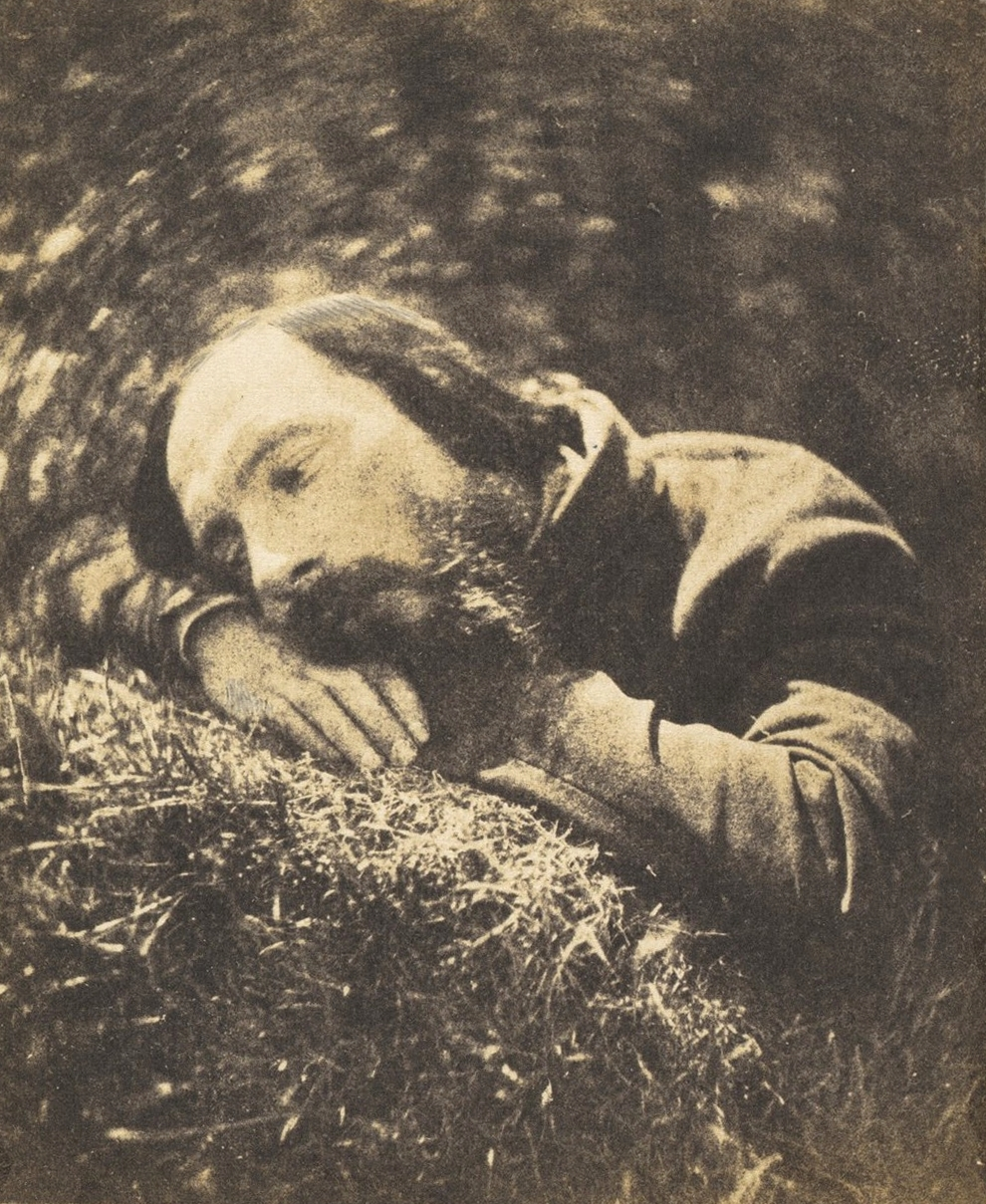
Auguste Vacquerie, Jersey, 1854
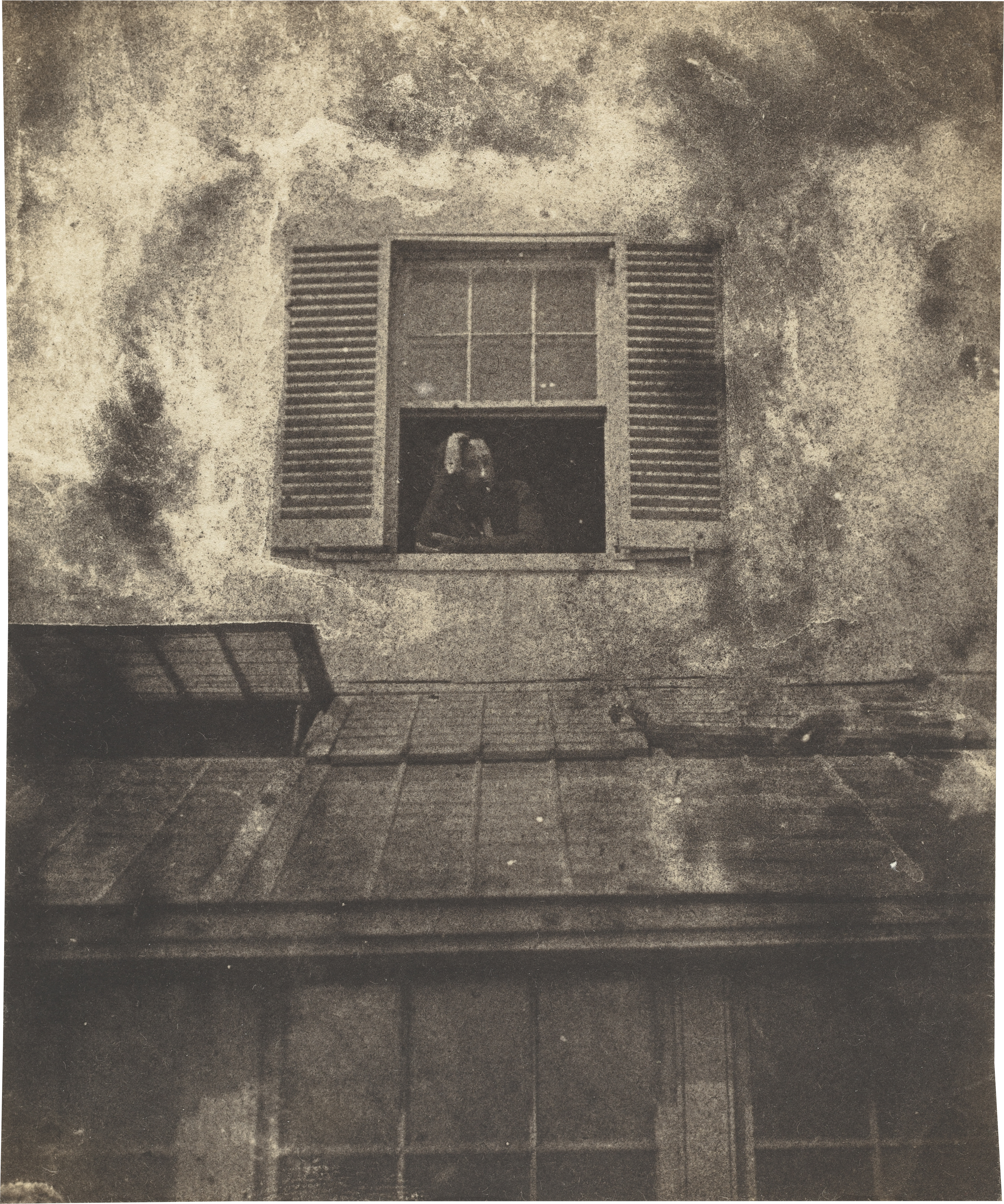
Charles-Victor Hugo s Augustem Vacqueriem: Auguste Vacquerie v okně, Marine Terrace, asi 1853
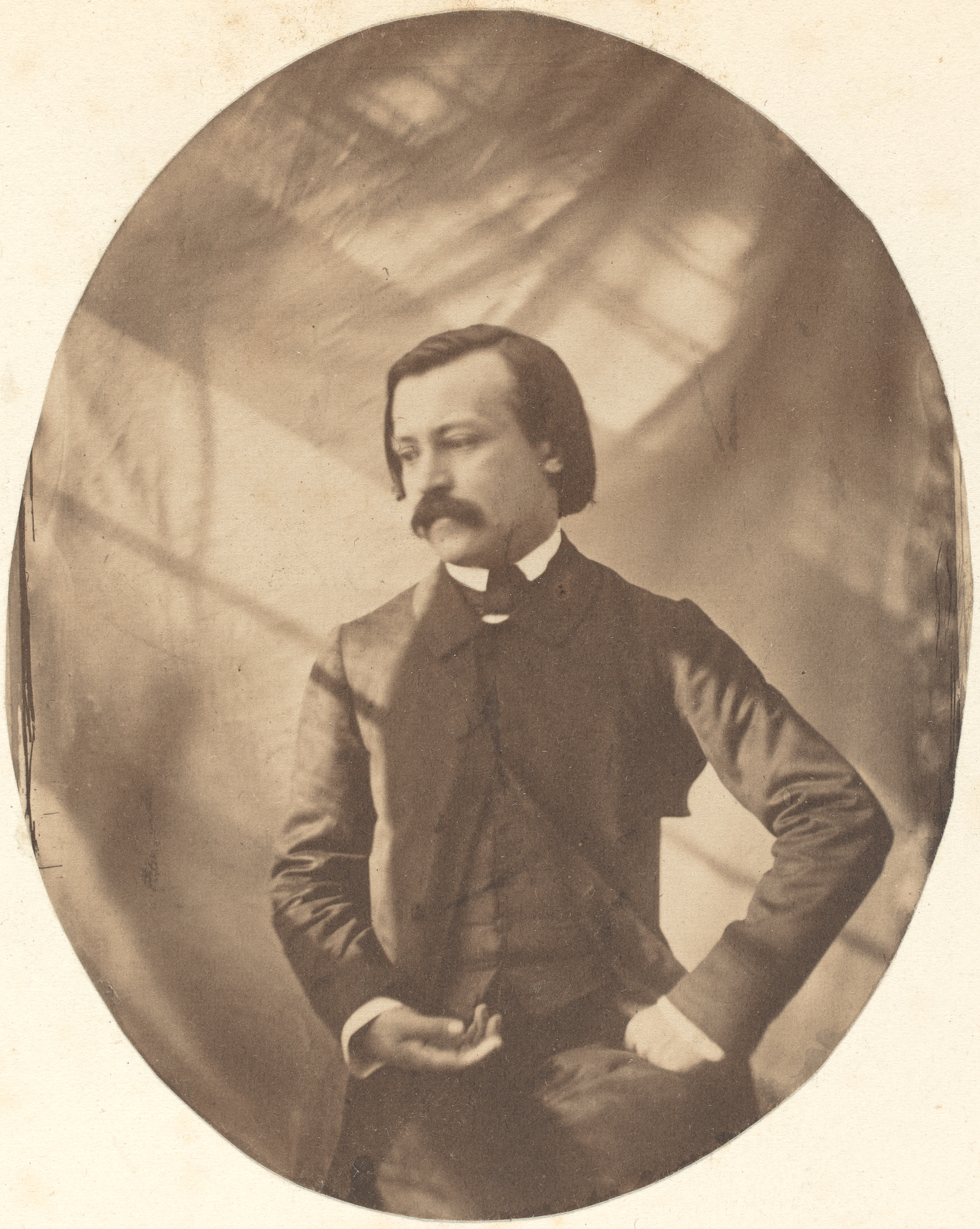
Charles-Victor Hugo s Augustem Vacqueriem: François-Paul Meurice, 1854